# Ostergras

Ostergras von oben

Ostergras von der Seite

Ostergras zur Osterzeit auszusäen, ist ein europäischer, bzw. ein aus Polen stammender Brauch. Das Gras, welches nach einiger Zeit hellgrün sprießt, ist traditionell Weizen, es eignen sich aber auch Gerste oder Dinkel.

## Symbolik
Das wachsende Gras steht für den ankommenden Frühling, das neue Leben zu Ostern wird symbolisiert. Aus den hell bis dunklen Samen sprießt frisches grünes Gras. Grün gilt traditionell als Farbe der Hoffnung. In älteren Osterbräuchen wurden Spitzen der frischen Kornsaat ins Bettstroh gestreut um vor Ungeziefer zu schützen, oder den Kühen wurde an Ostern frisch gerupftes Gras gegeben um die Nachgeburt zu fördern.